# Casio Graph 100
La Casio Graph 100 est une calculatrice fabriquée par Casio.

## Capacités

### Caractéristiques techniques
- Processeur : Nec V30Mx ;
- Fréquence d'horloge : bridé à 8MHz dont 5 MHz utilisables ;
- SRAM : NEC PD442000GU-B85X-9JH : 256 Ko ;
- Mémoire flash : Fujitsu MBM29LV800BA-90 : 1 Mo ;
- ROM : Oki Data MR53V3202K-24 : 4 Mo ;
- Écran : LCD 128x64 pixels.
- Version de ROM : 1.00 / 1.01 / 1.02

### Système embarqué
ROM-DOS de Datalight, équivalent MS-DOS 2
Sur-système Casio cachant le sous-système DOS

### Communication
Protocole RS232 115000bauds